# Peltogasterella sulcata
Peltogasterella sulcata är en kräftdjursart som först beskrevs av Liljeborg 1859.  Peltogasterella sulcata ingår i släktet Peltogasterella och familjen Peltogastridae. Arten är reproducerande i Sverige. Inga underarter finns listade i Catalogue of Life.